# Ö

Ilustrace

Ö (minuskule ö) je písmeno latinky. Vyskytuje se v germánských jazycích (němčina, islandština, švédština, aj.), uralských (maďarština, finština, estonština, aj.) a turkických jazycích (turečtina, aj.), v romštině, hopijštině a mnoha dalších. Znak je složen z písmene O a přehlásky (umlaut) a vyslovuje se buď jako polozavřená přední zaokrouhlená samohláska [ø] nebo jako polootevřená přední zaokrouhlená samohláska [œ]. V jazycích, ve kterých nejsou přehlásky, pak Ö označuje písmeno O s tremou, sloužící k oddělení dvou sousedních samohlásek (ö se v tomto případě vyslovuje jako [o]). Jeho tvar je shodný s tvarem písmena Ӧ v cyrilici.
V švédštině je toto písmeno i slovem označujícím ostrov.
V sazbě se vyvinulo přes novověkou variantu oͤ z dvojhlásky oe.
Písmeno by nemělo být zaměňováno s písmenem Ő používaným v maďarštině.
V HTML a Unicode mají písmena Ö a ö tyto kódy:
- Ö: &Ouml; (mnemotechnická pomůcka: „O umlaut“) – U+00D6
- ö: &ouml; – U+00F6